# Ентоні Девіс (баскетболіст)
Ентоні Маршон Девіс (молодший) (англ. Anthony Marshon Davis Jr., нар. 11 березня 1993, Чикаго, Іллінойс, США) — американський професійний баскетболіст, важкий форвард і центровий команди «Лос-Анджелес Лейкерс». Гравець національної збірної США. Олімпійський чемпіон 2012 року, чемпіон світу 2014 року. Перший номер Драфту 2012. Чемпіон НБА.

## Ігрова кар'єра

### Ранні роки

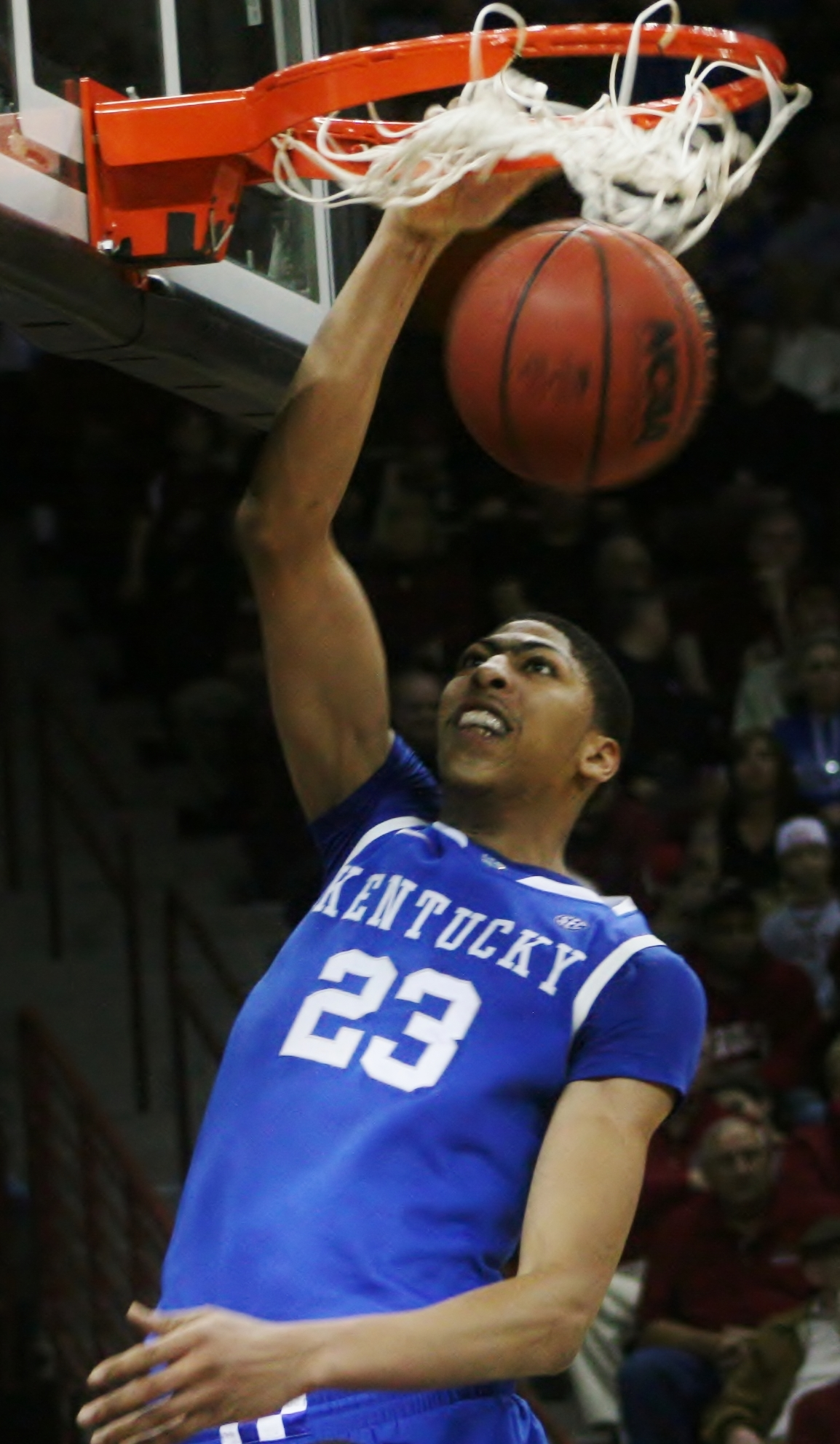
Девіс у студентські роки

Починав грати у баскетбол у команді Чартерної школи Перспективи (Чикаго, Іллінойс). Школа виступала у слабкій лізі, тому на Девіса спочатку ніхто з скаутів не звертав уваги. Проте згодом він почав вважатися одним з найталановитіших баскетболістів свого віку і майже всі найпопулярніші скаутські ресурси віддавали йому перше місце у списку найперспективніших гравців США. У випускному класі підписав угоду про наміри про вступ до Університету Кентуккі, щоб виступати за місцеву команду «Вайлдкетс», надавши їй перевагу перед пропозиціями від Депола, Огайо Стейт та Сірак'юз. Підписання угоди супроводжувалось скандалом у ЗМІ, коли газета Chicago Sun-Times опублікувала статтю, де говорилось про те, що батько Девіса вимагав від Університету Кентуккі 200,000 доларів за вступ сина до їхнього закладу, а також 125,000 та 150,000 від інших закладів. Сім'я Девісів заперечувала цю інформацію та погрожувала подати до суду на газету, однак так цього і не зробила.
Виступав за «Вайлдкетс» один сезон 2011—2012, під час якого набирав 14,2 очка, 10,4 підбирання та 4,7 блок-шота за матч. У складі команди завоював титул чемпіона NCAA. За підсумками сезону був названий найкращим гравцем США серед студентів, найкращим гравцем фіналу чотирьох турніру NCAA, найкращим гравцем своєї конференції та був включений до збірної NCAA.

### Нью-Орлінс Горнетс

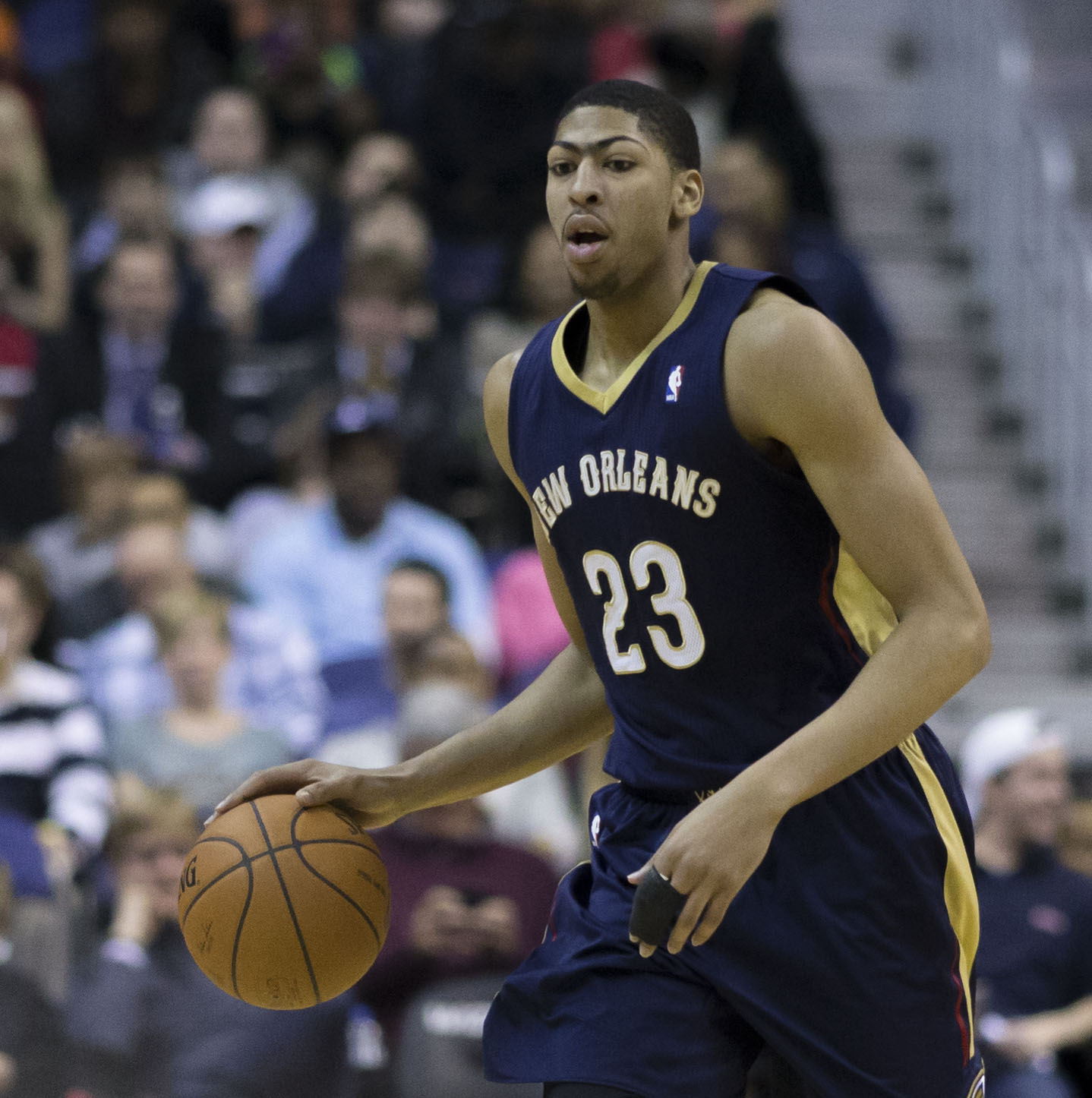
Девіс у 2014

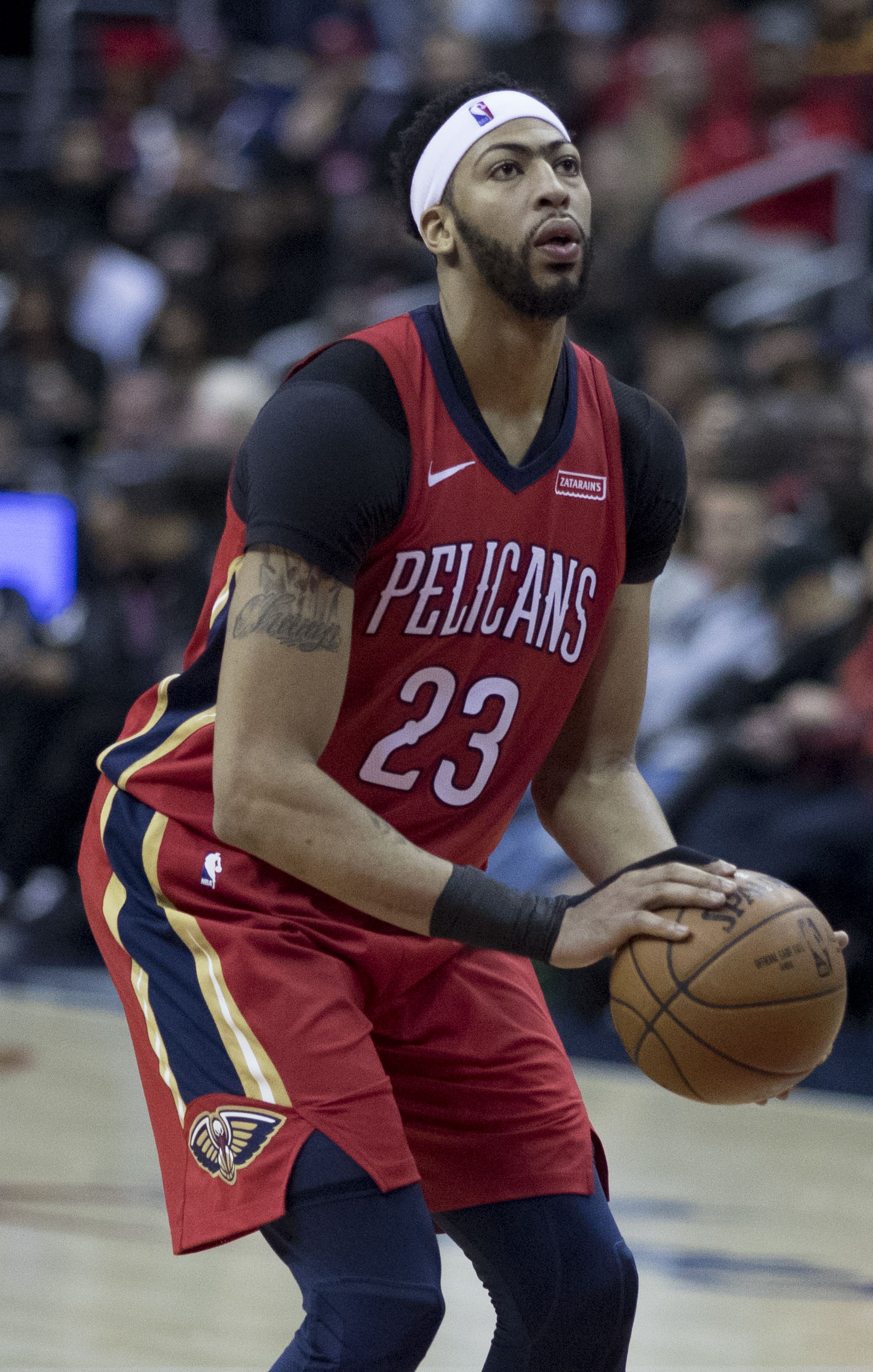
Девіс виконує штрафний кидок, 2017

2012 року був обраний у першому раунді драфту НБА під загальним 1-м номером командою «Нью-Орлінс Горнетс». 1 листопада дебютував у лізі матчем проти «Сан-Антоніо Сперс», в якому набрав 21 очко. У своєму другому матчі 9 листопада, оформив перший дабл-дабл, набравши 23 очки та 11 підбирань у грі проти «Шарлотт Бобкетс». Взимку 2013 року взяв участь у матчі новачків на зірковому вікенді. 9 березня у матчі проти «Мемфіс Гріззліс» зробив 18 підбирань, що стало його рекордом на той момент. 10 квітня травмувався у зіткненні з Маркусом Торнтоном з «Сакраменто Кінгс» та вибув до кінця сезону, за підсумками якого був включений до першої збірної новачків НБА та зайняв друге місце у голосуванні за найкращого новачка року.
Наступного сезону команді змінила назву на «Пеліканс». 8 листопада 2013 року у матчі проти «Лос-Анджелес Лейкерс» набрав рекордні для себе 32 очки та зробив 12 підбирань і 6 блок-шотів. 16 листопада у матчі проти «Філадельфія Севенті-Сіксерс» зробив 8 блок-шотів, що стало його рекордом. 26 січня 2014 року у матчі проти «Орландо Меджик» відзначився рекордними для себе 19 підбираннями. У лютому взяв участі у матчі всіх зірок НБА. 14 березня у матчі проти «Портленд Трейл-Блейзерс» оновив свою планку результативності, набравши 36 очок. 16 березня, наступного матчу сезону, набрав 40 очок та 21 підбирання у перемозі над «Бостон Селтікс». У кінці березня та на початку квітня отримав кілька ушкоджень, після яких закінчив сезон достроково. За його підсумками став лідером НБА за кількістю блок-шотів за гру (2,82) та став третім у голосуванні за Найбільш прогресуючого гравця НБА, уступивши лише Ленсу Стівенсону та Горану Драгичу.
Сезон 2014—2015 почав матчем проти «Орландо», в якому набрав 26 очок, 17 підбирань, 9 блоків та 3 перехоплення. 22 листопада у матчі проти «Юта Джаз» набрав 43 очки, що стало його найрезультативнішим матчем у кар'єрі на той момент. 7 лютого 2015 року під час виконання аллей-упа невдало приземлився та травмувався, через що не зміг взяти участь у матчі всіх зірок, де його замінив Дірк Новіцкі. 15 березня у матчі проти «Денвер Наггетс» набрав 36 очок, 14 підбирань, 9 блок-шотів та 7 асистів та став першим гравцем в історії НБА, кому підкорялись такі цифри. Став гравцем з найбільшою кількість блок-шотів у історії франшизи, довівши їх кількість до 437. Допоміг команді пробитися до плей-оф, де «Пеліканс» програли у першому раунді «Голден-Стейт Ворріорс», які невдовзі стали чемпіонами НБА.
Наступного сезону знову взяв участь у матчі всіх зірок НБА. 21 лютого у переможному матчі проти «Детройт Пістонс» встановив рекорд франшизи, набравши 59 очок та зробивши 20 підбирань. Таким чином Девіс приєднався до Шакіла О'Ніла та Кріса Веббера, яким вдавалось набрати мінімум 50 очок та 20 підбирань за гру з 1983 року, а також став наймолодшим гравцем, який набрав 59 очок. У березні травмувався та пропустив залишок сезону.
23 грудня 2016 року у матчі проти «Маямі Гіт» набрав 28 очок та рекордні для себе 22 підбирання. Взимку вчетверте взяв участь у матчі всіх зірок НБА, де став найціннішим гравцем матчу.
22 грудня 2017 року у матчі проти «Сан-Антоніо Сперс» набрав своє 7,938 очко у кар'єрі, зайнявши таким чином друге місце у списку найрезультативніших гравців франшизи, обігнавши Кріса Пола. 18 січня був оголошений гравцем стартового складу на матч всіх зірок. 28 січня зробив своє 3,853-е підбирання, ставши таким чином найкращим за цим показником в історії франшизи, обійшовши Девіда Веста. 2 лютого набрав 8,702 очко у кар'єрі, ставши найрезультативнішим гравцем в історії клубу. 11 березня у матчі проти «Юта Джаз» зробив свій перший трипл-дабл у кар'єрі, набравши 25 очок, 11 підбирань та рекордні для себе 10 блок-шотів.
У плей-оф 2018 року «Нью-Орлінс» зустрівся з «Портленд Трейл-Блейзерс» та переміг його у серії з чотирьох матчів. У четвертій грі серії Девіс набрав 47 очок, що стало рекордом франшизи у плей-оф. У другому раунді команда зустрілась з «Голден-Стейт Ворріорз» та програла серію у п'яти матчах. За підсумками сезону Девіс потрапив до першої збірної всіх зірок захисту НБА та першої збірної всіх зірок НБА.
17 жовтня 2018 року в матчі проти «Х'юстон Рокетс» набрав 32 очки, 16 підбирань та рекордні в кар'єрі 8 результативних передач. 21 листопад в матчі проти «Філадельфії» не влучив третій з трьох штрафних кидків за 2,5 секунди до завершення матчу, який «Пеліканс» програли 120—121. Девіс закінчив матч з 12-ма очками, що дозволило йому досягти відмітки у 10,000 очок у кар'єрі. 5 грудня в матчі проти «Далласа» набрав 27 очок та рекордні для себе 9 асистів. 2 січня 2019 року в матчі проти «Бруклін Нетс» набрав 34 очки та рекордні для себе і для клубу 26 підбирань. 28 січня 2019 року повідомив керівництво клубу про те, що він не буде перепідписувати новий контракт і вимагає обміну.

### Лос-Анджелес Лейкерс
6 липня 2019 року був обміняний до «Лос-Анджелес Лейкерс» на Лонзо Болла, Брендона Інграма, Джоша Гарта та три драфт-піки першого раунду, включаючи четвертий пік драфту 2019. Дебютував за нову команду 22 жовтня в матчі проти «Лос-Анджелес Кліпперс», де набрав 25 очок, 10 підбирань та 5 асистів. Взимку взяв участь у матчі всіх зірок НБА. У пост-сезоні дійшов з командою до фіналу НБА, де «Лейкерс» обіграли «Маямі» у серії з шести ігор. Таким чином Девіс став першим гравцем в історії, який виграв чемпіонат NCAA, Олімпійське золото, чемпіонат світу та титул чемпіона НБА.
У сезоні 2020—2021 через травми пропустив 30 матчів.
Наступного року проблеми з травмами продовжились і вперше з 2013 року його не було запрошено для участі в матчі всіх зірок НБА.

## Виступи за збірну
2012 року став олімпійським чемпіоном Лондона у складі збірної США. Став першим гравцем з часів Емеки Окафора, який завоював олімпійську медаль без попереднього досвіду в НБА.
2014 року став чемпіоном світу у складі збірної, яка у фіналі перемогла Сербію.

## Статистика виступів в НБА
| † | Позначає сезон, в якому Ентоні Девіс ставав чемпіоном НБА |
| * | Лідер ліги                                                |

### Регулярний сезон
| Сезон              | Команда                | GP  | GS  | MPG  | FG%  | 3P%  | FT%  | RPG  | APG | SPG | BPG | PPG  |
| ------------------ | ---------------------- | --- | --- | ---- | ---- | ---- | ---- | ---- | --- | --- | --- | ---- |
| 2012–13            | «Нью-Орлінс Горнетс»   | 64  | 60  | 28.8 | .516 | .000 | .751 | 8.2  | 1.0 | 1.2 | 1.8 | 13.5 |
| 2013–14            | «Нью-Орлінс Пеліканс»  | 67  | 66  | 35.2 | .519 | .222 | .791 | 10.0 | 1.6 | 1.3 | 2.8 | 20.8 |
| 2014–15            | «Нью-Орлінс Пеліканс»  | 68  | 68  | 36.1 | .535 | .083 | .805 | 10.2 | 2.2 | 1.5 | 2.9 | 24.4 |
| 2015–16            | «Нью-Орлінс Пеліканс»  | 61  | 61  | 35.5 | .493 | .324 | .758 | 10.3 | 1.9 | 1.3 | 2.0 | 24.3 |
| 2016–17            | «Нью-Орлінс Пеліканс»  | 75  | 75  | 36.1 | .505 | .299 | .802 | 11.8 | 2.1 | 1.3 | 2.2 | 28.0 |
| 2017–18            | «Нью-Орлінс Пеліканс»  | 75  | 75  | 36.4 | .534 | .340 | .828 | 11.1 | 2.3 | 1.5 | 2.6 | 28.1 |
| 2018–19            | «Нью-Орлінс Пеліканс»  | 56  | 56  | 33.0 | .517 | .331 | .794 | 12.0 | 3.9 | 1.6 | 2.4 | 25.9 |
| 2019–20            | »Лос-Анджелес Лейкерс" | 62  | 62  | 34.4 | .503 | .330 | .846 | 9.3  | 3.2 | 1.5 | 2.3 | 26.1 |
| 2020–21            | «Лос-Анджелес Лейкерс» | 36  | 36  | 32.3 | .491 | .260 | .738 | 7.9  | 3.1 | 1.3 | 1.6 | 21.8 |
| 2021–22            | «Лос-Анджелес Лейкерс» | 40  | 40  | 35.1 | .532 | .186 | .713 | 9.9  | 3.1 | 1.2 | 2.3 | 23.2 |
| Усього за кар'єру  | Усього за кар'єру      | 604 | 599 | 34.4 | .515 | .303 | .794 | 10.2 | 2.3 | 1.4 | 2.3 | 23.8 |
| В іграх усіх зірок | В іграх усіх зірок     | 6   | 3   | 16.4 | .706 | .167 | .500 | 4.8  | .3  | 1.3 | .5  | 20.5 |

### Плей-оф
| Сезон             | Команда                | GP | GS | MPG  | FG%  | 3P%  | FT%  | RPG  | APG | SPG | BPG | PPG  |
| ----------------- | ---------------------- | -- | -- | ---- | ---- | ---- | ---- | ---- | --- | --- | --- | ---- |
| 2015              | «Нью-Орлінс Пеліканс»  | 4  | 4  | 43.0 | .540 | .000 | .889 | 11.0 | 2.0 | 1.3 | 3.0 | 31.5 |
| 2018              | «Нью-Орлінс Пеліканс»  | 9  | 9  | 39.8 | .520 | .273 | .828 | 13.4 | 1.7 | 2.0 | 2.4 | 30.1 |
| 2020              | »Лос-Анджелес Лейкерс" | 21 | 21 | 36.6 | .571 | .383 | .832 | 9.7  | 3.5 | 1.2 | 1.4 | 27.7 |
| 2021              | „Лос-Анджелес Лейкерс“ | 5  | 5  | 28.8 | .403 | .182 | .833 | 6.6  | 2.6 | .6  | 1.6 | 17.4 |
| Усього за кар'єру | Усього за кар'єру      | 39 | 39 | 37.0 | .538 | .326 | .838 | 10.3 | 2.8 | 1.3 | 1.8 | 27.3 |